# تریس (استیل استوناتو) آهن (III)
تریس(استیل استوناتو)آهن(III) (به انگلیسی: Tris(acetylacetonato)iron(III)) با فرمول شیمیایی Fe(C۵H۷O۲)۳ یک ترکیب شیمیایی است. شکل ظاهری این ترکیب، جامد قرمز است.